# ウラシマソウ
ウラシマソウ(浦島草、学名： Arisaema urashima)は、サトイモ科テンナンショウ属の宿根性の多年草。ナンゴクウラシマソウ (Arisaema thunbergii Blume)の亜種 Arisaema thunbergii urashima (Hara) Ohashi et J. Murata とする説もある。

## 形態

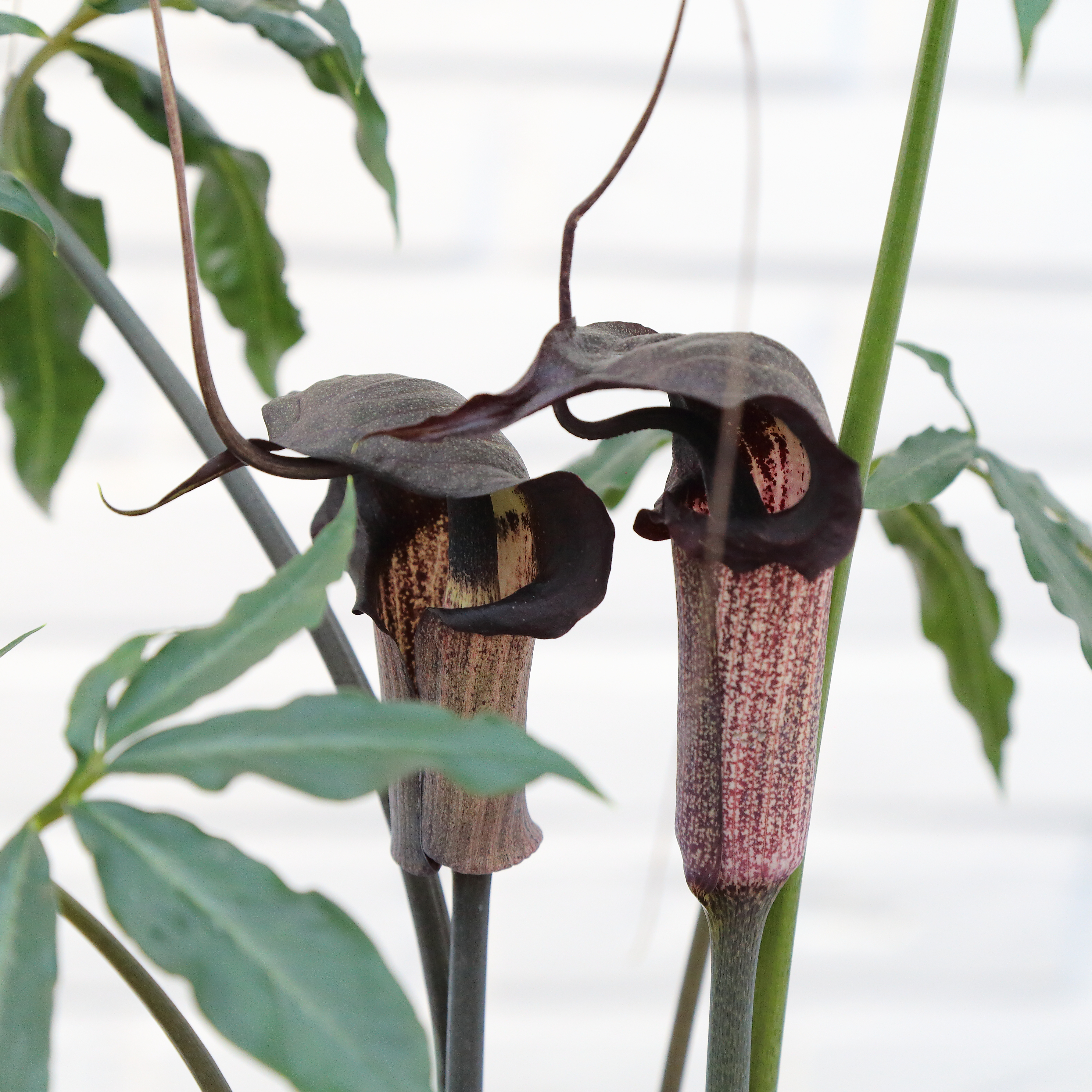
花序の様子

地下に偏球形の球茎を形成し、周囲に子球をつけることが多い。葉は通常1枚で、成株では11〜17枚の小葉を鳥足状につけるが、実生のような小型個体では3枚〜5枚の小葉をつける。小葉は先が鋭く尖る狭卵形か長楕円形で通常暗緑色であるが、まれに遺伝的な斑入りや、いわゆる「銀葉 Silver leaf」個体がみられる。葉の存在する期間は春から秋にかけてであるが、条件によっては夏の早い時期に落葉してしまうことがある。肉穂花序は葉の下につき大型の仏炎苞に包まれる。仏炎苞は濃紫色、緑紫色、緑色などで変異があり、内面には白条がある。口辺部はやや開出する。舷部は広卵形で先が尖り、開花の進展とともに垂れ下がる。肉穂花序の先端の付属体は釣り糸状に長く伸長し、これが和名の起源（浦島太郎が持っている釣り竿の釣り糸に見立てたか?）とされている。肉穂花序を形成する多数の花には花弁がなく、雄花は雄蘂のみ、雌花は雌蕊のみで形成されている。

## 性転換する植物
テンナンショウ属の植物は性転換をすることが知られており、本種でも同様である。比較的小型の個体では雄性となり、仏炎苞内部の肉穂花序に雄花群を形成し、大型の個体では雌性となり、肉穂花序には雌花群を形成する性質がある。つまり、種子由来の若い個体や子球由来の小型の個体は雄性となり、より大型の個体は雌性に転換していくこととなる。

## 分布と開花
本種は日本の本州、四国を中心に、北海道と九州の一部に分布する宿根性の多年草で、関東では4月下旬から5月上旬にかけて開花する。耐陰性が強く乾燥を嫌うため、明るい林縁からやや暗い林中などに自生が認められるが、日照量が不足する条件下では開花困難か雄性個体ばかりとなりやすく、逆に適度な日照量条件下では無性期、雄性期、雌性期のすべてが見られることとなる。

## 結実
雄花から雌花への花粉の受粉はキノコバエの仲間による虫媒によって行われる。雄性の仏炎苞の開口部から進入したキノコバエは雄花群から出された花粉を身にまとい、仏炎苞下部にある隙間から脱出することができるが、雌性の仏炎苞ではキノコバエが脱出できる隙間がなく、開口部から進入したキノコバエは雌花群をうろつく間に授粉させられ、最後は脱出できずに死んでしまう。この現象は開花終期の雌性の仏炎苞を切り裂いて観察することができる。受粉に成功し、結実可能な条件がそろった個体では、秋にかけて果実を成熟させていく。結実した雌花群は多数の果実をトウモロコシ状につけており、当初は緑色であるが秋に成熟すると朱赤色に変わる。各果実中には0〜数個の種子が形成される。成熟した果実は鳥により採食されることが知られているが、採食されずにその場で倒伏して散布されることも多い。未成熟の果実は有毒のシュウ酸化合物等を含有するが、成熟すると甘くなる（食用にはならない）。

## 種子発芽
種子は直径3〜6mmの球形で粉質。乾燥に極めて弱く、乾燥下では発芽率が急激に低下する。発芽率は高いが上胚軸休眠する性質がある。自然条件下で秋に散布された種子は、冬季の低温期経過後に地下に小球茎のみを形成し地上部を形成しないが、夏期の高温期及び冬季の低温期を経て2年目の春に3〜5小葉の本葉を展開する。

## 類似種
- ナンゴクウラシマソウ　Arisaema thunbergii Blume
- ヒメウラシマソウ　Arisaema kiushianum Makino